# Werner Hörnemann

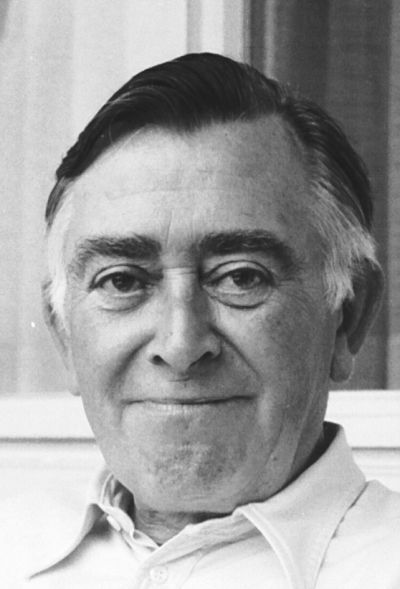
Werner Hörnemann (1985)

Werner Gerhard Hörnemann (* 15. September 1920 in Homberg-Hochheide; † 21. Februar 1997 in Bonn) war ein deutscher Autor und Verleger.

## Leben und Wirken
Hörnemann wurde als Sohn des Metzgermeisters Eberhard Hörnemann und dessen Frau Claire, geb. Gerling, geboren. Nach dem Abitur wurde Hörnemann zum Arbeitsdienst und dann zum Wehrdienst eingezogen. Am Ende seiner regulären Dienstzeit begann der Krieg. Er blieb Soldat. Im Mai 1945 erfuhr er in seiner Flakstellung in Südfrankreich aus dem Radio vom Kriegsende. Er gelangte auf abenteuerliche Weise von dort mit dem Fahrrad nach Hause, ohne in Kriegsgefangenschaft zu geraten.
Nach dem Krieg studierte Hörnemann an der Universität Bonn Germanistik und Kunstgeschichte bei Heinrich Lützeler. Dort lernte er auch seine Frau Brigitte Bender kennen, 1954 heirateten sie. Er war Mitglied der Donnerstag-Gesellschaft in Alfter bei Bonn, einer Gruppe von Künstlern, die es sich zur Aufgabe machte, „die verlorenen Jahre des Krieges durch […] intensiven geistigen Austausch auszugleichen.“ Seinen Lebensunterhalt verdiente er mit dem Schreiben von Jugendbüchern und Hörspielen.
Den Durchbruch brachte ihm 1952 das Jugendbuch „Die gefesselten Gespenster“. Dieses Buch war für die damalige Zeit ein ungewöhnlicher Erfolg. Es ist seit mehr als 60 Jahren auf dem Markt.
Durch dieses Werk wurde der Gütersloher Bertelsmann-Verlag auf Hörnemann aufmerksam und bot ihm eine Stelle als Lektor für Jugendbücher an. Hörnemann war in den nächsten 16 Jahren in verschiedenen Positionen tätig, so begründete er den Mosaik-Verlag und war zuletzt Verlagsleiter bei Bertelsmann. 1969 stieg er dort aus und gründete in Bonn seinen eigenen Verlag, der vornehmlich Sachbücher herausgab. 1990 verkaufte er seinen Verlag an die Bielefelder Oetker-Gruppe und widmete sich wieder der Schriftstellerei.
Unter den Pseudonymen Gerhard Reims und Gerd Hochheide verfasste Hörnemann Sachbücher aus den Bereichen Garten und Kochen und arbeitete als Übersetzer aus dem Englischen.
Hörnemann starb im Februar 1997 in Bonn an den Folgen einer Lungenentzündung. Er ist auf dem Friedhof in Bonn-Röttgen begraben.

## Schriften (Auswahl)
- Gusti funkt Alarm. illustriert von Moritz Graf von Schall. Paulus, Recklinghausen 1950.
- Hafenpiraten. illustriert von Willy Maria Stucke. Glöckner, Bonn 1950. Kessel, Remagen Neuauflage 2022, ISBN 978-3-945941-93-5.
- Das Lösegeld des roten Häuptlings. illustriert von M. O. Deister Sarstedt. Borgmeyer, Bonn 1951.
- Die gefesselten Gespenster. Herder, Freiburg 1952. Neue Auflage 2007 Verlag Kessel, Oberwinter, ISBN 978-3-935638-94-4, Leseprobe:
- Ali und die Räuber. illustriert von Hann Trier. Herder, Freiburg 1953.
- Das Geheimnis des Don Mirabilis. illustriert von Hans-Georg Lenzen. Herder, Freiburg 1954.
- Vom Glück des Lektors. Bertelsmann, Gütersloh 1961.
- Rübezahl. illustriert von Margret Rettich. Hörnemann, Bonn 1970.
- Biologisch gärtnern: Schritt für Schritt. illustriert von Angela Paysan. Hörnemann, Bonn 1982.
- Biologisch gärtnern. Maier, Ravensburg 1985, ISBN 3-473-43206-7.
- Packpapier für Thomas Mann. In: Bonn – Jahre des Aufbruchs. General-Anzeiger, Bonn 1986.
- Der Faulenzergärtner. Hörnemann, Bonn 1989, ISBN 3-87384-329-3.
- Gewürze, Kräuter, Würzmittel. Hörnemann, Bielefeld 1990, ISBN 3-928193-07-4.
- So lernt man biologisch gärtnern. Goldmann, München 1990, ISBN 3-442-10469-6.
- Hanno zwischen zwei Welten. Bitter, Recklinghausen 1993, ISBN 3-7903-0482-4.
- Ein Wald geht auf die Reise. Bitter, Recklinghausen 1994, ISBN 3-7903-0512-X. (Leseprobe)
- Abenteuer Korsika. 1. Auflage. Kessel, Remagen 2014, ISBN 978-3-941300-91-0. (Leseprobe)